# Bílina
Bílina település Csehországban, Teplicei járásban. Bílina Most, Braňany, Hrobčice, Světec, Ledvice, Osek, Duchcov, Mariánské Radčice és Želenice településekkel határos. Lakosainak száma 14 580 fő (2024. január 1.).

## Népesség
A település lakosságának változását az alábbi diagram mutatja:
| Lakosok száma | 5342 | 8012 | 9669 | 10 403 | 18 836 | 15 401 | 17 112 | 17 166 | 14 104 | 14 580 |
|               | 1869 | 1900 | 1921 | 1961   | 1980   | 2011   | 2016   | 2019   | 2021   | 2024   |